# Gare de Milan-Domodossola
La gare de Milan-Domodossola (en italien, Stazione di Milano Domodossola) est une gare ferroviaire italienne des lignes de Milan à Saronno, de Milan à Asso et du Passante ferroviaire de Milan. Elle est située via Domodossola dans la ville de Milan, capitale de la province de Milan et de la région de Lombardie.

## Situation ferroviaire
Établie en souterrain, la gare de Milan-Domodossola est située sur un tronçon parallèle, au point kilométrique (PK) 2, des lignes de Milan à Saronno et de Milan à Asso, entre les gares de Milan-Cadorna et de Milan-Bovisa-Politecnico. C'est également une gare du Passante ferroviaire de Milan.

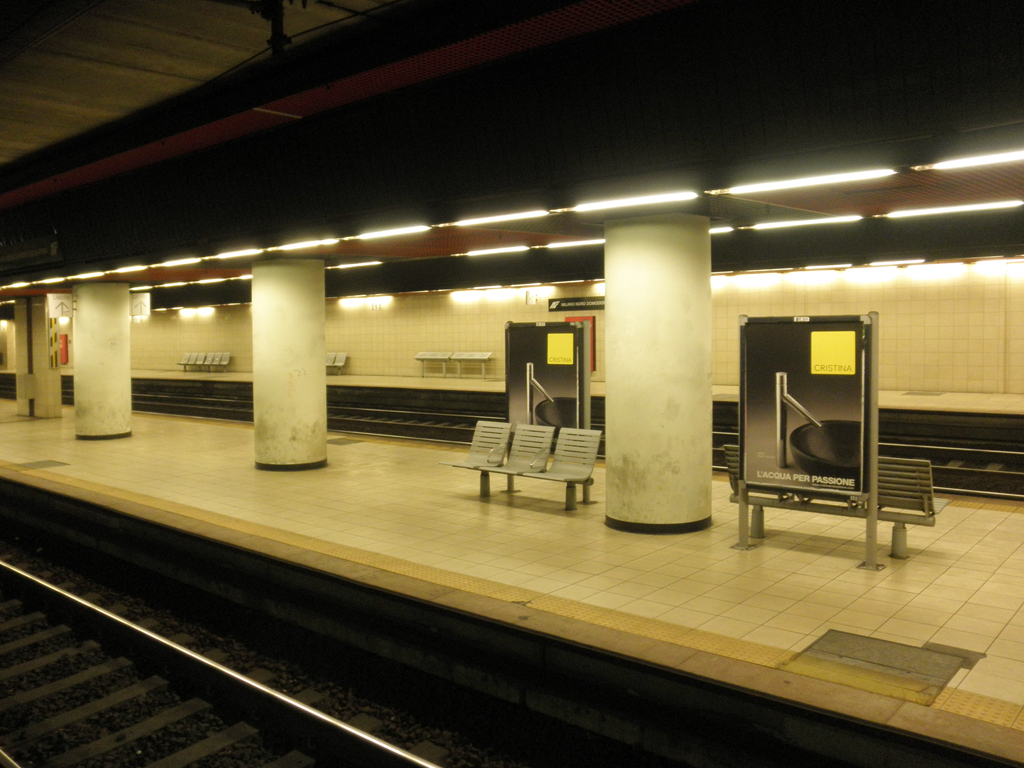
Intérieur de la gare souterraine (2011).